# J. B. Marks
J. B. Marks (21 de marzo de 1903-1 de agosto de 1972), se unió al Partido Comunista Sudafricano (SACP) en 1928, a la edad de 25 años. Fue enviado a la Unión Soviética por primera vez en 1930, como estudiante de la Universidad Comunista de los Trabajadores del Este (KUTV), como resultado de la financiación de la Unión Soviética en 1929. Cuando regresó en 1933, se convirtió en secretario del Partido Comunista. En 1934 surgieron rumores de que era un informante de la policía y esta puede haber sido la razón por la que perdió su puesto como secretario del partido en 1934-35. Como partidario del secretario del partido Lazar Bach, quien fue llamado a la Unión Soviética y asesinado allí en 1936, Marks también fue convocado a Moscú, pero logró estropear su salida y nunca llegó allí.
Moscú no tenía ninguna duda de que lo hizo a propósito y luego fue expulsado del SACP en 1937. Las expulsiones del partido fueron generalmente suspensiones más que expulsiones reales y en 1945 logró no sólo reincorporarse al partido sino convertirse en el jefe del Sindicato Africano de Trabajadores Mineros, a pesar de que no tenía experiencia previa en trabajo sindical. Así, la huelga de los mineros de 1946 tuvo poco apoyo y duró sólo tres días y Marks fue arrestado.
Marks fue elegido presidente del Congreso Nacional Africano de Transvaal en 1951, pero luego perdió este puesto ante Nelson Mandela. En 1962 se convirtió en presidente del SACP y en 1968 en tesorero del ANC. Sufrió un derrame cerebral en 1971. Yusuf Dadoo asumió el cargo de presidente del SACP después de su muerte en 1972.
El 1 de marzo de 2015, los restos de Marks fueron devueltos a Sudáfrica junto con los restos de Moses Kotane y fue enterrado nuevamente el 14 de marzo en Pella, Provincia Noroeste.